# チャンプア・ゲッソンリット
チャンプア・ゲッソンリット（Chiangpuet Kiangsongrit、1966年10月13日 - ）は、タイ出身の男性ムエタイ選手。正しくはチャーンプアック・ギアットソンリットと読む。「チャンプア」とはタイ語で「白象」という意味。

## 人物
1980年代、欧州キックボクシング勢が台頭し、ロブ・カーマンを筆頭に強豪選手を送り込んで「タイvsオランダ」の対抗戦が行われていた。タイ側は国技ムエタイの威信をかけて、パーヤップ・プレムチャイ、ラクチャート・ソーパサドポン、シティーサック・トゥーアヌソン等、ムエタイでは重量級にあたる選手を欧州に送り込むも、オランダ勢の激しい攻めと破壊力の前に全敗といった事態が続き、ムエタイの牙城が脅かされている中、救世主の如く国際戦の舞台に現れた重量級ムエタイ選手である。当時ヨーロッパ最強と言われたロブ・カーマンとの3連戦で2度撃破しムエタイ最強を再び知らしめた。
K-1初期にムエタイ代表で数々の名勝負を演じる。本来はウェルター級からミドル級（66.68～72.57kg）の体格ながら90kgを超える重量級との対戦も多かった。

## 来歴
1988年11月5日、シュートボクシングの興行でシーザー武志とSB世界ホーク級選手権が行なわれるはずだったがチャンプアの怪我で来日中止。（この時はチャンプア・デビィーと紹介されていた。）
だがチャンプアは1988年11月5日のアメリカ・ネバダ州ラスベガスのキックボクシング興行には出場しリック・ルーファスと対戦。1Rにルーファスの左ストレートが入り2度のダウンを喫すが、以降左の蹴り一本でルーファスを攻め込み、ローキックを受け続けたルーファスの右足は骨折し4R 1分23秒レフリーストップによるTKO勝ちを収める。
1989年11月29日、第2次UWF興行「U-COSMOS」で日本のリングに初登場、異種格闘技戦で安生洋二と戦いドローに終わる。
1990年5月18日、後楽園ホールで開催された『世界ムエタイ連盟』の大会でムエタイの試合を行い、日本重量級のトップに君臨していた鈴木秀男と対戦。恐ろしい蹴りの威力で圧倒的な勝利を収める。大会はタイに衛星生中継された。
1991年5月24日、後楽園で行われたWMK世界ヘビー級初代王者決定戦に出場し、マーロン・ベンジャミンと対戦。本来はオーランド・ウィットと対戦する予定だったが、来日できなくなったため、急遽対戦相手が変更になった。試合前には、チャンプアは世界ランク1位、ベンジャミンは世界ランク2位にランクされた。チャンプアが、2Rに左ストレートで最初のダウンを奪うと、左フックで2度目のダウンを奪い、さらに左ストレートで3度目のダウンを奪いKO勝ちを収めWMK初代ヘビー級世界王者となった。なお「WMK」とは、「ワールドマーシャルアーツキックボクシング」という意味である。
1993年4月30日、「K-1 GRAND PRIX '93」に出場。1回戦でブランコ・シカティックと対戦。体格差のあるシカティックと打ち合うも、左フックで顎を打ち抜かれKO負けを喫した。
1993年12月19日に開催された80kg以下のトーナメント、K-2グランプリの決勝戦でアーネスト・ホーストと対戦。10kgもの体重差がありながら、猛攻に耐え前に出続けたが、4ラウンドにハイキックを受け壮絶な失神KO負けをした。試合後、多くの観客が彼の闘う姿に感動し声援と拍手の嵐を受けながらタンカで運ばれ退場した。
1994年9月18日、K-1 REVENGEにてマイケル・トンプソンと対戦。3R開始直後、左中段後ろ回し蹴りでKO負けし小腸を断裂。約半年後に復帰するが、もはや全盛時の勢いはなく日本国内外で数試合行った後、沖縄での村上竜司戦を最後に日本のリングから遠ざかっている。
その後、ゲッソンリットジムの閉鎖を機に拠点をパタヤー市にあるオランダ人が運営するムエタイジムに移しヨーロッパ等の興行に出場していたが、2010年にパタヤー市で開催された試合においてスロバキアの選手に2RTKO負けしたのを最後にチャンプアが試合を行ったと言う話はない。
現在タイ・パタヤにあるムエタイのシフォレックジムでコーチを務めている

## 戦績

### キックボクシング
| 勝敗 | 対戦相手                   | 試合結果                         | 大会名                                                                                         | 開催年月日     |
| ×    | 村上竜司                   | 3分5R終了 判定                   | The Kakidamishi 1                                                                              | 1999年7月11日  |
| ○    | 村上竜司                   | 3分5R終了 判定3-0                | MAキックボクシング キックボクシング・チャンピオンウォーズ・オールスター戦                      | 1998年10月25日 |
| ×    | マンソン・ギブソン         | 3分3R終了 判定3-0                | シュートボクシング Shoot the Shooto XX 【シュートボクシングルール】                            | 1998年4月26日  |
| ○    | 角田信朗                   | 3分5R終了 判定3-0                | K-1 BRAVES '97                                                                                 | 1997年4月29日  |
| ○    | 金原弘光                   | 3分5R終了 判定2-0                | UWFインターナショナル '96挑戦～HIGH TENSION～                                                  | 1996年3月1日   |
| ×    | イワン・ヒポリット         | 2R 0:20 KO（左フック）           | K-1 LEGEND 翔 【K-3 GRAND PRIX 1回戦】                                                         | 1995年7月16日  |
| ○    | 杉山傑                     | 3分5R終了 判定3-0                | K-LEAGUE オープニングファイト "見参" KENZAN                                                    | 1995年3月25日  |
| ×    | マイケル・トンプソン       | 3R 0:02 KO（左中段後ろ回し蹴り） | K-1 REVENGE                                                                                    | 1994年9月18日  |
| ×    | 金泰泳                     | 3分5R終了 判定0-3                | K-1 CHALLENGE 【UKF世界ライトヘビー級タイトルマッチ】                                          | 1994年3月4日   |
| ×    | アーネスト・ホースト       | 4R 0:40 TKO（右ハイキック）      | K-2 GRAND PRIX '93 【決勝】                                                                    | 1993年12月19日 |
| ○    | タシス"トスカ"ペトリディス | 3分3R終了 判定3-0                | K-2 GRAND PRIX '93 【準決勝】                                                                  | 1993年12月19日 |
| ○    | ロブ・カーマン             | 3分3R終了 判定3-0                | K-2 GRAND PRIX '93 【1回戦】                                                                   | 1993年12月19日 |
| ○    | 後川聡之                   | 3分5R終了 判定3-0                | K-1 ILLUSION 風林火山 "林の章"                                                                 | 1993年9月4日   |
| ○    | 金泰泳                     | 3分5R終了 判定3-0                | 聖戦 〜SANCTUARY III〜 風林火山 "風の章" 【UKF世界ライトヘビー級王座決定戦】                   | 1993年6月25日  |
| ×    | ブランコ・シカティック     | 1R 2:35 KO（右ストレート）       | K-1 GRAND PRIX '93 【1回戦】                                                                   | 1993年4月30日  |
| ○    | マーロン・ベンジャミン     | 2R 2:18 KO（左ストレート）       | MA日本キックキックボクシング連盟 山木ジム6周年記念興行 【初代WMK世界ヘビー級王者決定戦】       | 1991年5月24日  |
| ○    | ルック・フレヘイヤー       | 3R 1:25 KO（右ヒザ急所直撃）     | MA日本キックキックボクシング連盟 EXCITING MUAY THAI                                            | 1990年12月15日 |
| ○    | ピーター・スミット         | 3分5R終了 判定                   | 「タイvsオランダ 3」ルンピニースタジアム                                                       | 1990年11月27日 |
| ○    | グレン・ブラスドープ       | 3分5R終了 判定3-0                | 全日本キックボクシング連盟 Inspiring Wars Heat-928                                             | 1990年8月31日  |
| ×    | ピーター・スミット         | 2R KO                            | 「タイvsオランダ 2」ルンピニースタジアム                                                       | 1990年4月24日  |
| ○    | デル・クック               | 2R 1:28 KO（右フック）           | 全日本キックボクシング連盟 Inspiring Wars Heat 630                                             | 1990年6月30日  |
| ○    | 鈴木秀男                   | 2R 1:11 KO（左ローキック）       | 世界ムエタイ連盟日本大会 【世界ムエタイ連盟ライトヘビー級タイトルマッチ】                      | 1990年5月18日  |
| ○    | ロブ・カーマン             | 3分3R終了 判定3-0                | Holland Goes to Thailand ルンピニースタジアム 【世界ムエタイ連盟ライトヘビー級タイトルマッチ】 | 1990年4月24日  |
| ×    | ロブ・カーマン             | 5R KO                            | オランダ vs ムエタイ5対5全面対抗戦 アムステルダム                                              | 1990年2月18日  |
| ○    | ロブ・カーマン             | 3分5R終了 判定                   | フランス・パリ                                                                                 | 1989年12月31日 |
| ○    | リック・ルーファス         | 4R KO（左ローキック）            | アメリカ・ラスベガス                                                                           | 1988年11月5日  |

### 空手
| 勝敗 | 対戦相手       | 試合結果         | 大会名                                                  | 開催年月日    |
| ×    | アンディ・フグ | 本戦終了 判定0-5 | カラテワールドカップ '93 風林火山 "火の章" 【準々決勝】 | 1993年10月3日 |
| ○    | 牛越晋         | 本戦終了 判定5-0 | カラテワールドカップ '93 風林火山 "火の章" 【1回戦】    | 1993年10月3日 |

### 異種格闘技
| 勝敗 | 対戦相手 | 試合結果      | 大会名       | 開催年月日     |
| △    | 安生洋二 | 5R終了 引分け | UWF U-COSMOS | 1989年11月29日 |

## 獲得タイトル
- WMK世界ヘビー級王座
- IMF世界ライトヘビー級王座 （ロブ・カーマン、ピーター・スミットより奪取）
- UKF世界ライトヘビー級王座
- K-2 GRAND PRIX '93 準優勝
- WMTC界クルーザー級王座
- WKU世界クルーザー級王座